# SPI Extra
Der SPI Extra ist ein Aktienindex, der vorwiegend in der Schweiz notierte Mid- und Small-Cap-Unternehmen abbildet. Der Index wird von SIX Swiss Exchange berechnet. Er umfasst alle Aktien des Swiss Performance Index (SPI), die nicht im Swiss Market Index (SMI) enthalten sind. Daher wird er häufig für Exchange Traded Funds (ETFs) als Small-Cap- und Mid-Cap-Benchmark verwendet, die den SMI ergänzt.

## Geschichte
Der SPI Extra wurde am 29. April 2004 eingeführt und auf den 3. Januar 1996 zurückgerechnet, mit einem Basiswert von 1000 Punkten zum 31. Dezember 1999.